# 에비시마역
에비시마역(일본어: 恵比島駅)은 일본 홋카이도 우류 군 누마타정에 위치한 홋카이도 여객철도 루모이 본선의 철도역이다. 단선 승강장 1면 1선의 구조를 지닌 철도역이다.

## 이용 현황
- 1981년도 : 58명
- 1992년도 : 24명

## 역 주변
- 에비스 신사

## 역사
- 1910년 11월 23일 : 일본국유철도 루모이 선 후카가와 역 - 루모이 역 간 개통에 수반해 개업. 일반역.
- 1913년경 : 루모이 탄광이 이 철도와의 탄광장(도게시타 탄광장)을 부설, 산 앞부터 탄광장까지 약 8km까지 증기 기관차에 의한 경변 철도를 부설. 또한, 이 역 - 도게시타 역 중간부터 이 탄광장까지 전용선을 인입.
- 1920년경 : 루모이 탄광의 경변 철도 및 전용선 휴업. 그 후, 1923년 이후 1930년까지에 폐지.
- 1930년 7월 1일 : 루모이 철도 이 역 - 다치베쓰 역 간 개통. 그것에 수반해 이 철도의 분기역으로 한다.
- 1931년 10월 10일 : 선로명을 루모이 본선으로 개칭, 그것에 수반해 이 선의 역으로 한다.
- 1954년 11월 25일 : 과선교 설치.
- 1965년 9월 20일 : 역사 개축.
- 1969년 5월 1일 : 루모이 철도 휴업.
- 1971년 4월 15일 : 루모이 철도 폐업.
- 1977년 5월 25일 : 화물 취급 폐지.
- 1984년 2월 1일 : 소화물 취급 폐지. 동시에 출찰 · 개찰 업무를 정지해 여객 업무에 대해서 무인화. 단, 조사 폐색 취급의 운전 요원은 계속 배치.
- 1986년 11월 1일 : 폐색 합리화에 수반해 교환 설비 폐지. 조사 폐색 운전 요원을 무인화.
- 1980년대 후반 : 역사 개축, 화차 역사로 한다.
- 1987년 4월 1일 : 일본국유철도 분할 민영화에 의해, 홋카이도 여객철도가 승계.
- 1997년 4월 1일 : 선로명을 루모이 본선으로 개칭, 그것에 수반해 이 선의 역으로 한다.
- 2023년 4월 1일: 폐역.

## 인접 역
| 홋카이도 여객철도 루모이 본선 | 홋카이도 여객철도 루모이 본선 | 홋카이도 여객철도 루모이 본선 |
| ----------------------------- | ----------------------------- | ----------------------------- |
| 맛푸 후카가와 방면            | 루모이 본선                   | 도게시타 마시케 방면          |